# 王保民 (1913年)
王保民（1913年—2002年），男，陕西安定人，中华人民共和国政治人物，曾任山东省高级人民法院院长，山东省人大常委会副主任。